# كلورات البوتاسيوم
كلورات البوتاسيوم هو مركب كيميائي يتكون من عناصر البوتاسيوم والكلور والأكسجين، وصيغته الكيمائية هي KCIO3. يوجد المركب في الشروط القياسية على شكل بلورات بيضاء اللون عديمة الرائحة.

## التحضير
يحضر المركب على نطاق صناعي وفق طريقة الكيميائي يوستوس فون ليبيغ، والتي تعتمد على تمرير غاز الكلور في معلق هيدروكسيد الكالسيوم الساخن، ثم بإضافة كلوريد البوتاسيوم إلى المزيج:
{\displaystyle {\ce {6 Ca(OH)2 + 6 Cl2 -> Ca(ClO3)2 + 5 CaCl2 + 6 H2O}}}
{\displaystyle {\ce {Ca(ClO3)2 + 2 KCl -> 2 KClO3 + CaCl2}}}
يمكن أن يحضر كلورات البوتاسيوم بكميات صغيرة من تفاعل عدم تناسب في محلول هيبوكلوريت الصوديوم، يليه تفاعل تبادل مع كلوريد البوتاسيوم:
{\displaystyle {\ce {3 NaOCl(aq) -> 2 NaCl(s) + NaClO3(aq)}}}
{\displaystyle {\ce {KCl(aq) + NaClO3(aq) -> NaCl(aq) + KClO3(s)}}}
كما يمكن أن تتم عملية التحضير من تمرير غاز الكلور في محلول ساخن من البوتاس الكاوي:
{\displaystyle {\ce {3 Cl2(g) + 6 KOH(aq) -> KClO3(aq) + 5 KCl(aq) + 3 H2O(l)}}}

## الخواص
يوجد المركب في الشروط القياسية على شكل بلورات بيضاء اللون، ذات انحلالية جيدة في الماء الدافئ والساخن.
لكلورات البوتاسيوم خواص مؤكسدة، ويؤدي تسخينه إلى حدوث تفاعل أكسدة-اختزال على نفس المركب (تفاعل عدم تناسب):
{\displaystyle \mathrm {4\,KClO_{3}\rightarrow 3\,KClO_{4}+KCl} }
أما الاستمرار بالتسخين فيؤدي إلى تفكك المركب:
{\displaystyle \mathrm {2\,KClO_{3}\rightarrow 2\,KCl+3\,O_{2}} }

## الاستخدامات
للمركب عدة تطبيقات منها استخدامه في:
- تحضير الأكسجين.
- صناعة أعواد الثقاب.
- صناعة المتفجرات والألعاب النارية.
- يستخدم في الزراعة.